# Terror of the Autons
A Terror of the Autons a Doctor Who sorozat ötvenötödik része, amit 1971. január 2. és január 23. között vetítettek négy epizódban. Ebben a részben jelenik meg először Katy Manning, mint Jo Grant, és Richard Franklin, mint Mark Yates kapitány, de ebben a részben jelent meg először Roger Delgado, mint a Mester, aki a Doktor nemezise, valamint itt térnek vissza az Autonok.

## Történet
A Földre érkezik a Mester, a Doktor régi Idő Lord ellensége. Egy korábbról meghagyott és múzeumban megőrzött műanyagmeteor, vagyis Nesztén energia egység és egy rádióteleszkóp segítségével ismét a Földre hozza a Nesztén Tudatot. Megelevenedő műanyag játékok, és virágok létrehozásába kezdenek, hogy legyőzzék a Doktort és a Földet.

## Epizódok listája
| Epizód sorszáma | Bemutató napja   | Hossza | Nézők száma (millió) | Formátum                   |
| --------------- | ---------------- | ------ | -------------------- | -------------------------- |
| 1               | 1971. január 2.  | 24:36  | 7,3                  | PAL D3-s színvisszaállítás |
| 2               | 1971. január 9.  | 24:48  | 8                    | PAL D3-s színvisszaállítás |
| 3               | 1971. január 16. | 23:38  | 8,1                  | PAL D3-s színvisszaállítás |
| 4               | 1971. január 23. | 22:10  | 8,4                  | PAL D3-s színvisszaállítás |

## Könyvváltozat
A könyvváltozatát 1975. május 15-én adta ki a Target könyvkiadó.

## Otthoni kiadások
- VHS-en 1993 áprilisában adták ki.
- DVD-n 2011. május 9-én adták.

### Fordítás
- Ez a szócikk részben vagy egészben  a   Terror of the Autons című angol Wikipédia-szócikk fordításán alapul.  Az eredeti cikk szerkesztőit annak laptörténete sorolja fel. Ez a jelzés csupán a megfogalmazás eredetét és a szerzői jogokat jelzi, nem szolgál a cikkben szereplő információk forrásmegjelöléseként.